# Trygve Madsen
Trygve Madsen (Fredrikstad, 15 februari 1940) is een Noors componist en pianist.

## Levensloop
Madsen groeide op in een familie met een rijke muziektraditie. Zo begon hij op zesjarige leeftijd het piano te bespelen en componeerde al drie jaar later eerste eenvoudige liedjes. Van 1956 tot 1961 studeerde hij compositie en contrapunt bij Egil Hovland en piano bij Ivar Johnsen. Van 1969 tot 1971 studeerde hij aan de Akademie für Musik und darstellende Kunst in Wenen bij Erik Werba.
Naast de Russische muziek (Pjotr Iljitsj Tsjaikovski, Sergej Prokofjev, Dmitri Sjostakovitsj) is hij vooral geïnteresseerd in muziek van Johann Sebastian Bach, Joseph Haydn, Wolfgang Amadeus Mozart, Giuseppe Verdi en Richard Strauss. Verder heeft hij altijd interesse gehad aan de diverse stijlen van de jazz. Zelf trad hij ook op als jazz-pianist met verschillende jazz-ensembles en artiesten zoals Errol Garner en Oscar Peterson.
Als concertpianist verzorgde hij internationale optredens. Zo was hij bijvoorbeeld uitgenodigd voor optredens in het Rudolfinum in Praag, aan het Janáčekconservatorium Ostrava, aan het Conservatoire national supérieur de musique in Parijs en aan de Kungliga Musikhögskolan in Stockholm.
Ook als componist heeft hij internationale faam. Zijn werken werden uitgevoerd in Europa, Zuid-Amerika, Australië en de Verenigde Staten. Vele van zijn werken zijn in de syllabus van de Noorse en buitenlandse conservatoria (vooral in Tsjechië, Polen en het Verenigd Koninkrijk) op lijst gesteld. Zijn opera Circus Terra, een opdracht van de Noorse nationale opera vierde zijn première in mei 2002 in Praag en zijn Noorse première op 5 oktober 2002 in Oslo tijdens het Ultima-festival. Van de Franse regering kreeg hij door de Franse minister van cultuur Jacques Lang een compositieopdracht voor een hoornconcert. Voor het 200-jaar jubileum van de Amerikaanse militaire academie West Point componeerde hij twee werken, die door de United States Military Academy West Point Band in première gingen.

## Composities

### Werken voor orkest

#### Symfonieën
- 1986 Symfonie nr. 1, voor orkest, op. 54
- 1992 Symfonie nr. 2, voor orkest, op. 66
  1. Allegro monellesco
  2. Andante confuso
  3. Presto perplesso
  4. Vivace illusorio
- 1997 Symfonie nr. 3, voor orkest, op. 98
- Symfonie nr. 4, voor orkest, op. 116
- Symfonie nr. 5, voor orkest, op. 132

#### Concerten voor instrumenten en orkest
- 1981 Concert nr. 1, voor piano en orkest, op. 27
- 1979 Concert, voor hobo en strijkorkest, op. 30
- 1981 Concert, voor tuba en orkest, op. 35
- 1982 Concert, voor klarinet en strijkorkest, op. 40
- 1985-1989 Concert, voor eufonium en orkest, op. 55
- 1994 Concert, voor fagot en orkest
- 1997 Concert, voor trombone en orkest, op. 108
- 1998 Concert, voor dwarsfluit en orkest, op. 112
- 1999 Duo-Concertino, voor altsaxofoon, trompet en strijkorkest, op. 115
- 2006 Concert nr. 2, voor piano en orkest, op. 135
- 2007 Concert, voor contrabas en orkest, op. 136
- 2009 Concert, voor viool en orkest, op. 141
- Concert, voor hoorn en orkest, op. 45
- Sinfonia Concertante, voor 4 hoorns en orkest, op. 153

#### Andere werken voor orkest
- 1975 Konzertouverture, voor orkest, op. 11
- 1979 Fancy, voor hardangerviool en strijkorkest, op. 31
- 1983 Brudemarsj efter Lapp-Nils, voor orkest
- 1985 Med bratsj og dram, voor orkest
- 1986 Festouverture, voor orkest, op. 53
- 1990 Aus der Werkstatt des Herrn Mephisto Foss, voor kamerorkest, op. 64
- 1993 Salvador Dali, een symfonisch portret voor groot orkest, op. 77
- 2003 1905-Ouverturen : Et symfonisk gjenhør med året 1905, voor orkest, op. 129
- 2006 Edvard Munch, een symfonisch portret voor groot orkest, op. 122
- 2008 Claude Monet, een symfonisch portret voor groot orkest, op. 140
- 2010 Gustav Klimt, een symfonisch portret voor groot orkest, op. 147
- Jubileumsmarsj
- Sinfonia Concertante, voor saxofoonkwartet en strijkorkest, op. 125
- Summerchild, voor orkest

### Werken voor harmonieorkest of brassband
- 1983 Suite for janitsjar, voor harmonieorkest, op. 46
- 1984 Divertimento, voor koperensemble (4 hoorns, 4 trompetten, 3 trombones, 1 tuba), pauken en slagwerk, op. 47
- 1984 Per Spelmann, voor koperensemble (4 hoorns, 4 trompetten, 2 trombones, bastrombone, tuba), pauken en slagwerk
- 1984 Spill, voor jeugd- of schoolharmonieorkest
- 1988 Capriccio, voor trompet solo, groot koperensemble en slagwerk, op. 58
- 1990 Festival Ouverture, voor harmonieorkest en orgel, op. 53a
- 1990 Capriccio, voor trompet solo en brassband, op. 58 A
- 1990 Sketches of Norway, voor trompet, brassband en slagwerk, op. 65
- 1990 Tour de Force, mars voor harmonieorkest
- 1991 Per Spelmann, voor harmonieorkest
- 1993 Brass Marmalade, voor brassband, op. 85
- 1993 I skovens dype, stille ro - Langelandsk melodi, voor 4 trompetten, 4 hoorns, 2 trombones, bastrombone, tuba en slagwerk
- 1993 Som stjärnan uppå himmelen - svensk folkemelodi, voor 4 trompetten, 4 hoorns, 2 trombones, bastrombone, tuba en slagwerk
- 1993 Virran reunalla - Finsk folkemelodi, voor 4 trompetten, 4 hoorns, 2 trombones, bastrombone, tuba en slagwerk
- 1998 Introduksjon, allegro & finale, voor gemengd koor, bigband en harmonieorkest
- 1999 Fanfare, voor koperensemble (4 trompetten, 4 hoorns, 2 trombones, bastrombone, tuba) en slagwerk
- 2001 Concertino, voor trompet (solo) en harmonieorkest, op. 118
- 2003 Concerto Grosso, voor koperensemble en slagwerk, op. 121
  1. Ouverture
  2. Passacaglia
  3. Finale
- 2004 Concertino, voor eufonium solo en harmonieorkest, op. 123
- 2007 Bjørvikamarsjen, voor harmonieorkest
- 2007 Concertino, voor hoorn solo en harmonieorkest, op. 128
- Marsj, voor harmonieorkest
- Suite nr. 2, voor harmonieorkest
- Suite nr. 3, voor harmonieorkest

### Werken voor jazz-ensemble/bigband
- 1990 Dali's Moustache, voor bigband
- 1990 The Huntsmen on the Edge of Night, voor bigband
- 1998 BirdDizzymo, voor bigband
- 1998 Dizzy Bird, voor bigband
- 1999 The Chet Set - Chet Baker in memoriam, voor bigband
- As I Said to Atom, voor jazzband
- Bicinium for Big Band
- Fanfare And Blues, voor bigband
- Hidden Faces, voor bigband
- Keeper of the Fame, voor bigband

### Muziektheater

#### Opera's
| Voltooid in    | titel                | aktes       | première                              | libretto |
| -------------- | -------------------- | ----------- | ------------------------------------- | -------- |
| 1987-1989/2000 | Circus Terra, op. 60 |             | 16 mei 2002, Praag, Stavovské divadlo | Jon Bing |
| 2004(-2005)    | Aurora, op. 130      | 4 bedrijven | juni 2005, Halden, Fredriksten Burcht | Jon Bing |

#### Toneelmuziek
- Det blå folket, muziek voor het gelijknamige stuk van Tor Aage Bringsverd

### Vocale muziek

#### Werken voor koor
- 1983 Solsongar (Zonnelied), voor gemengd koor, op. 44 - tekst: Franciscus van Assisi
- 1992 9 Liederen voor gemengd koor, op. 68 - tekst: Christian Morgenstern
  1. Waldkonzerte ...
  2. Leise Lieder
  3. Bim, Bam, Bum
  4. Gebet
  5. Ein Weihnanchtlied
  6. Der Tanz
  7. Wind und Geige
  8. Von den heimlichen Rosen
  9. Das grosse Lalula
- 1994 Morgonhymne, voor gemengd koor - tekst: Ragnihild Foss
- 1996 Hymne til Skaparen : Jubilemus cordis Voce, voor gemengd koor - tekst: Ragnihild Foss
- 2010 Fanfare til åpningen av Lørenskog hus, voor gemengd koor - tekst: Finn Evensen
- ... for Tidens fugl flyr fort, voor solokwartet (tenor 1, tenor 2, bas 1, bas2) en mannenkoor

#### Liederen
- 1958 3 Liederen op gedichten van André Bjerke, voor zangstem en piano, op. 3 
  1. På jorden et sted
  2. Det sterkeste
  3. Berceuse
- 1965 8 Liederen op gedichten van Sigbjørn Obstfelder, voor zangstem en piano, op. 8
- 1966-1970 Liederen op Duitse teksten, voor zangstem en piano, op. 12 - tekst: Richard Schaukal, Eduard Mörike
- 1978 Tri Maria-kvede, voor zangstem en piano, op. 29 - tekst: Hans Henrik Holm
  1. Gardhelg
  2. Jomfru Marias tåregras
  3. Ljuvt klokkene kimer frå himelrik
- 1982 Die sieben Schleier der Salome, voor sopraan, hobo en strijkers, op. 37
- 1990 ...och icke de smaa at foragte, voor sopraan, dwarsfluit en orgel, op. 71
- 1994 4 Liederen op teksten van Rolf Jacobsen, voor zangstem en piano, op. 87
  1. Morgen i tusj
  2. Tid
  3. Flammen
  4. Brev til lyset
- 2 Liederen op Engelse gedichten, voor zangstem en piano, op. 13 - tekst: Algernon Charles Swinburne
- 2 Liederen op gedichten van Rolf Jacobsen, voor zangstem en piano, op. 99
- 4 Liederen, voor zangstem en piano, op. 14 - tekst: Gunnar Reiss-Andersen
- 4 Liederen, voor zangstem en piano, op. 19 - tekst: Rolf Jacobsen
  1. Tett bak din fot
  2. Regn i demringen
  3. En søyle i Chartres
  4. Snart
- 5 Liederen, voor zangstem en piano, op. 15 - tekst: Rolf Jacobsen
  1. Lavmælt
  2. Guds hjerte
  3. Pavane
  4. Morgen, kan jeg ta deg inn til meg
  5. Dies illae
- Bjørnsonsanger, voor sopraan en piano, op. 39
- Die Sonette an Orpheus, voor mannenstem, 2 violen, altviool en cello, op. 131
- Mennesket bak musikken, voor zangstem, blokfluit, viool en piano

### Kamermuziek
- 1970 Suite, voor contrabas en piano
- 1978 Sonate, voor dwarsfluit en piano, op. 21
- 1978 Sonate - Hommage á Franz Schubert, voor hoorn en piano
- 1979 Scherzo, voor viool en piano, op. 4
- 1979 Berceuse, voor viool en piano, op. 18
- 1979 Sonate, voor hobo en piano
- 1980 Sonate, voor tuba en piano, op. 34
- 1980 Sonate, voor klarinet en piano
- 1980 Sonate, voor tuba en piano
- 1980 Suite, voor dwarsfluit en piano
- 1981 Serenata Monellesca, voor hobo, klarinet en fagot, op. 26
- 1982 Serenade for pongulven, voor 8 hoorns, op. 42
- 1983 Divertimento, voor hoorn, tuba en piano, op. 43
- 1984 Serenade, voor koperkwintet, op. 48
- 1984 Sonate, voor cello en piano
- 1985 Serenade, voor viool, altviool en cello, op. 52
- 1986 Divertimento, voor dwarsfluit, cello en piano, op. 56
- 1986/1991 Trio, voor viool, cello en piano, op. 57
- 1986 Sextett, voor 2 trompetten, hoorn, trombone, tuba en piano
- 1987 Sonate, voor altviool en piano, op. 33
- 1987 Sonate, voor fagot en piano
- 1988 Musikk til en utstilling (Serenade), voor 2 trompetten, hoorn, 2 bariton en tuba, op. 59
- 1991 Pianokwintet, voor strijkkwartet en piano, op. 67
- 1991 Strijkkwartet, op. 70
- 1991 Threesomes, voor trompet en orgel, op. 72
- 1992 The Mysterious Barricades, voor piccolo-trompet, trompet, hoorn, trombone, tuba en piano, op. 73
- 1992 Three Faxes for Six Saxes, voor zes saxofoons (sopraan-, alt-, 2 tenor-, bariton- en bassaxofoon), op. 75
- 1992 Clarinet Marmalade, voor 3 klarinetten en basklarinet, op. 79
- 1993 Trio, voor trompet, trombone en piano, op. 74
- 1994 Strijkkwartet nr. 2, op. 80
- 1994 Sonata, voor contrabas en piano, op. 86
- 1994 Sonata, voor trompet en piano, op. 90
- 1994 The Dream of The Rhinoceros, voor hoorn solo, op. 92
- 1994 Sonate, voor altsaxofoon en piano, op. 95
- 1997 Saxophone Marmalade, voor saxofoonkwartet, op. 96
- 1997 Sonata, voor eufonium en piano, op. 97
- 1997 Quintet, voor saxofoonkwartet en piano, op. 104
- 1998 Sonata, voor sopraansaxofoon en piano, op. 107
- 1998 Trio, voor klarinet, tenorsaxofoon en piano, op. 111
- 1999 Trio, voor viool, hoorn en piano, op. 110
- 1999 Hommage á Francis Poulenc, voor dwarsfluit, hobo, klarinet en piano, op. 114
- 2000 Sonata, voor baritonsaxofoon en piano, op. 109
- 2000 Sonata, voor tenorsaxofoon en piano, op. 117
- 2000 Veni, veni, Emanuel, voor 3 klarinetten, basklarinet en orgel
- 2001 Drei Edvard Munch-Gemälde, voor strijkkwartet
- 2001 Strijkkwartet nr. 6, op. 119
- 2002 Sonata, voor viool en piano, op. 124
- 2003 Quintet, voor 2 trompetten, hoorn, trombone en tuba, op. 120
- 2004 Bryllupsmarsj (Huwelijksmars), voor trompet en orgel
- 2008 Sonata, voor trombone en piano, op. 139
- 2008 The Four Reasons, voor dwarsfluit/piccolo, 2 dwarsfluiten en altfluit
- 2009 A Piece For Peace, voor dwarsfluit (of viool) en piano
- 2009 Seminar, voor viool, altviool, slagwerk en piano, op. 143
- 2010 Suite, voor 4 dwarsfluiten (ook: piccolo), 2 altfluiten en 2 basfluiten, op. 146
- 2011 Sonata, voor bastrombone en piano, op. 149
- 3 gags, voor blaaskwintet, op. 5
- Die fünf Launen des Herrn Mephisto Foss, voor dwarsfluit, hobo, klarinet (in A) en hoorn, op. 9
- En nesten glemt melodi, voor spreker, klarinet, fagot, trompet, trombone, viool, contrabas en slagwerk, op. 83
- Eine kleine Jagdmusik, voor twee hoorns en strijkkwartet
- Felix, Michael & I, voor tuba en piano, op. 102
- Michael & I, voor tuba en piano, op. 106
- Quintet, voor hoorn, viool, twee altviolen en cello, op. 145
- Serenade, voor 2 violen, 2 altviolen en 2 celli, op. 148
- Serenata, voor 2 violen, 2 altviolen en cello, op. 137
- Sonate, voor klarinet en piano, op. 23
- Sonatine, voor mandoline en gitaar
- Sonatine, voor dwarsfluit, althobo en piano, op. 126
- Strijkkwartet nr. 3, op. 94
- Strijkkwartet nr. 4, op. 103
- Strijkkwartet nr. 5, op. 113
- Trio, voor viool, hoorn en piano
- Trio, voor klarinet, viool (of cello) en piano, op. 150
- Trio, voor dwarsfluit, cello en piano, op. 152
- Trombones, Michael & I, voor 3 trombones, bastrombone en tuba, op. 127

### Werken voor orgel
- 1989 Le Tombeau de Dupré pour Orgue, op. 62 
  1. Prelude
  2. Fugue
  3. Scherzo
  4. Cantabile
  5. Final
- 1990 Chemin de croix - Introduction, passacaille et fugue sur la mélodie populaire autrichienne "Ave Maria Glöcklein", voor orgel, op. 69
- Prelude et Fugue, op. 61

### Werken voor piano
- 1969-1970 Sonate nr. 1,
- 1980 24 Preludes, op. 20
- 1982 Variasjoner og fuge over et Beethoventema, op. 28
- 1983 Variasjoner over et Paganini-tema, op. 36
- 1985 Prelude et Fuge - sur le nom de Bach, op. 51
- 1993 Sonata nr. 2, op. 81
- 1999 24 Preludes & Fugues, vol. 1, 2 en 3, op. 101
- 2007 To Valse-kapriser over navnet Grieg, op. 134
- 2008 A la maniére de Grieg, op. 138
- 2009 6 Variationen und Fuge über einen Walzer von Anton Diabelli, voor twee piano's, op. 144
- 4 Russische dansen, voor piano vierhandig, op. 142
- Grotesques and Arabesques, voor 2 piano's en 4 pianisten, op. 46

### Werken voor gitaar
- 1995 5 Preludes, voor gitaar, op. 76

### Werken voor accordeon
- 1985 Partita, voor 2 accordeons

### Werken voor slagwerk
- Fancy for en slagverker, op. 38